# Barbablù
Barbablù es una película italiana de 1941, dirigida y con guion de Carlo Ludovico Bragaglia basado en la novela «En poder de Barba Azul» de la escritora española Luisa-María Linares.

## Sinopsis
La joven millonaria Lilian Barrett (Lilia Silvi), intenta escapar de su destino, para ver como este la conduce a un hombre lleno de rencor hacia las mujeres, el cual se convierte en un desafío al que no puede renunciar.